# Bettina Biskupek-Korell
Bettina Biskupek-Korell (* 25. März 1966 in Frankfurt am Main) ist deutsche Agrarwissenschaftlerin und Professorin für Bioverfahrenstechnik.

## Leben
Biskupek-Korell studierte von 1985 bis 1991 Agrarwissenschaften an der Justus-Liebig-Universität Gießen, wo sie 1993 auch promovierte. Im Anschluss arbeitete sie bis 1998 beim Kuratorium für Technik und Bauwesen in der Landwirtschaft e. V. in Darmstadt. Seit 1998 ist sie Professorin für die Produktion nachwachsender Rohstoffe an der Hochschule Hannover.
Biskupek-Korell forscht im Bereich der pflanzlichen Biotechnologie und der pflanzlichen Rohstoffe. Für ihre Arbeit erhielt sie 2008 den Wissenschaftspreis Niedersachsen.

## Publikationen (Auswahl)
- Bettina Biskupek-Korell, G. Pfeiffer: Schlussbericht April 2011. FH; Technische Informationsbibliothek u. Universitätsbibliothek Hannover, S. 15 (Originaltitel: Unterstützung eines Qualitätssicherungssystems bei der Produktion von Rapsölkraftstoff durch den Einsatz nahinfrarotspektroskopischer Methoden.).
- Bettina Biskupek-Korell, Christian R. Moschner: Near-infrared spectroscopy (NIRS) for quality assurance in breeding, cultivation and marketing of high-oleic sunflowers. In: Helia. Band 29, Nr. 45, 2006, S. 73–80, doi:10.2298/HEL0645073B.
- Christian R. Moschner, Bettina Biskupek-Korell: Estimating the content of free fatty acids in high-oleic sunflower seeds by near-infrared spectroscopy. In: European Journal of Lipid Science and Technology. Band 108, Nr. 7, 2006, S. 606–613, doi:10.1002/ejlt.200600032.